# باز (پرنده)
گروه بازها از انواع میان‌جثه پرندگان شکاری هستند که شامل دیگر شکاریان روزگرد زردچشم همچون عقاب‌ها، سارگپه‌ها و سنقرها در راسته بازسانان جای می‌گیریند. طرلان همراه با پرندگانی چون قرقی و پیغو یکی از اعضای سردهٔ Accipiter یا «بازهای راستین» است. این سه پرنده خویشاوندی نزدیک و شباهت ظاهری قابل توجهی با یکدیگر دارند اما شاهین بزرگتر است و برخلاف بقیه خویشاوندان خود که فقط در شکار پرندگان کوچک تخصص دارند، طعمه‌های متنوع‌تری از جمله پرندگان کوچک و بزرگ و حتی پرندگان شکاری دیگر، پستانداران کوچک مانند انواع موش و خرگوش و سنجاب و حتی جانورانی چون روباه و راکون را شکار می‌کند. طرلان تنها عضو این سرده است که هم در اوراسیا و هم در آمریکای شمالی پراکنده شده است.

## بازهای ایران
در ایران سه گروه از بازها و چهار گونه زیست می‌کنند:
- طرلان (ترلان)[۴] یا شهباز یا باز سپید.
- قرقی یا جره باز یا باشه.[۵]
- پیغوها شامل پیغوی بزرگ و پیغوی کوچک.

## بازداری
باز سپید در طول تاریخ از محبوبترین پرندگان شکاری برای بازداری بوده است. نام این پرنده در زبان انگلیسی Goshawk به صورت تحت‌اللفظی به معنی «قوشِ غاز» است و به توانایی آن در شکار پرندگان بزرگی چون غاز وحشی اشاره دارد. البته کاربرد سنتی این پرنده بیشتر برای شکار خرگوش، قرقاول، کبک و پرندگان آبزی متوسط بوده است. فقط ژاپنی‌ها به‌طور معمول از این پرنده برای شکار حیوانات بزرگی چون غاز و درنا استفاده می‌کردند.
در اروپای باستان این پرنده با لقب «پرنده کشاورزان» یا «پرنده آشپزی» شناخته می‌شد چراکه برای شکار انواع مختلف حیوانات خوراکی مناسب بود و در مقایسه با شاهین معمولی (بحری) انتخاب بهتری برای مردم عادی بود. شاهین معمولی هم پرنده شکاری بسیار محبوبی بود اما به دلیل محدودیت در نوع طعمه‌ها (عمدتاً پرندگان متوسط) و تکنیک‌های شکارگری بیشتر مورد استفاده اشراف و نجیب‌زادگان بود. در دوران نوین هم این پرنده محبوبیت و اعتباری همپای شاهین معمولی در میان بازداران دارد.